# ムハンマド・マスアド
ムハンマド・マスアド（Mohammed Massad Al-Muwallid、1983年2月17日 - ）は、サウジアラビアの元サッカー選手。元サウジアラビア代表。ポジションはミッドフィールダー。

## 経歴
2005年12月にサウジアラビア代表デビュー。2006 FIFAワールドカップではスペイン戦1試合に出場した。また、出場機会は無かったがAFCアジアカップ2011のメンバーにも選出された。2013年までに21試合に出場した。

## 代表歴

### 出場大会
- サウジアラビア代表
  - 2006 FIFAワールドカップ

### 試合数
- 国際Aマッチ 21試合 0得点（2005年-2013年）[1]

| サウジアラビア代表 | 国際Aマッチ | 国際Aマッチ |
| 年                 | 出場        | 得点        |
| ------------------ | ----------- | ----------- |
| 2005               | 3           | 0           |
| 2006               | 8           | 0           |
| 2007               | 2           | 0           |
| 2008               | 0           | 0           |
| 2009               | 3           | 0           |
| 2010               | 4           | 0           |
| 2011               | 0           | 0           |
| 2012               | 0           | 0           |
| 2013               | 1           | 0           |
| 通算               | 21          | 0           |